# Chrysogaster
Chrysogaster là một chi ruồi trong họ Syrphidae.

## Hình ảnh

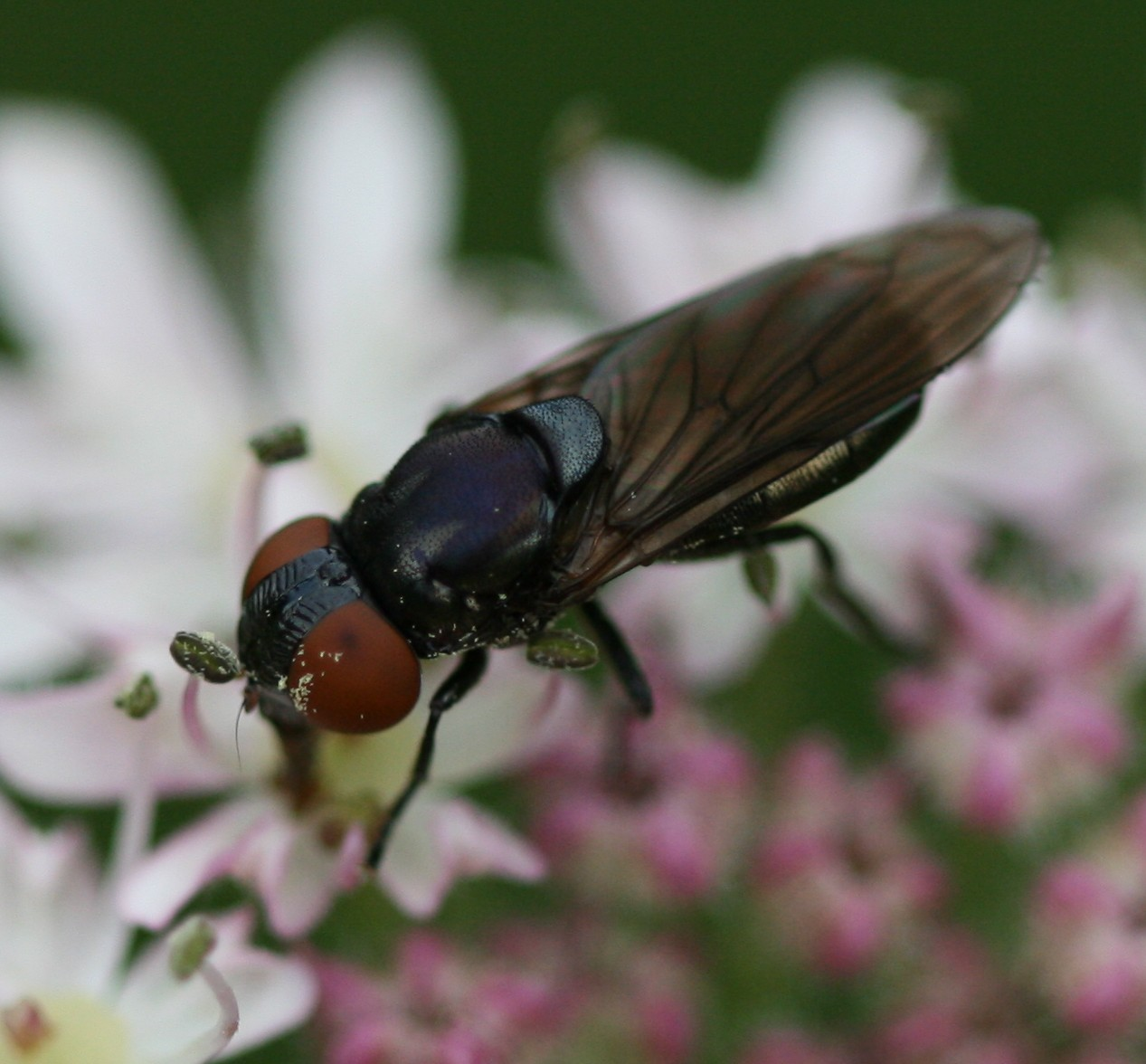
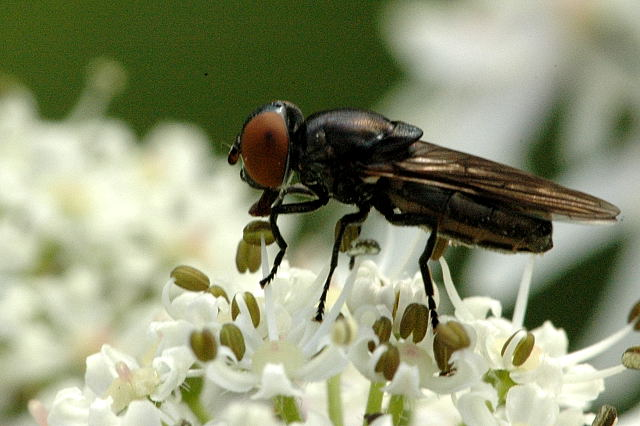